# Rund um Köln 2007
Il Rund um Köln 2007, novantaduesima edizione della corsa, valido come evento del circuito UCI Europe Tour 2007 categoria 1.HC, fu disputato il 9 aprile 2007 per un percorso di 203,2 km. Fu vinto dall'argentino Juan José Haedo, al traguardo in 4h 50' 09" alla media di 42,020 km/h.
Al traguardo 110 ciclisti portarono a termine la gara.

## Squadre e corridori partecipanti
| N.      | Cod. | Squadra                      |
| ------- | ---- | ---------------------------- |
| 1-8     | MRM  | Team Milram                  |
| 11-18   | TMO  | T-Mobile Team                |
| 21-28   | CSC  | Team CSC                     |
| 31-38   | RAB  | Rabobank                     |
| 41-48   | GST  | Gerolsteiner                 |
| 51-58   | SDV  | Saunier Duval-Prodir         |
| 61-68   | PRL  | Predictor-Lotto              |
| 71-78   | QSI  | Quick Step-Innergetic        |
| 81-88   | LAN  | Landbouwkrediet-Tönissteiner |
| 91-98   | AKU  | Team AKUD Rose               |
| 101-108 | VBG  | Team Volksbank               |

| N.      | Cod. | Squadra                        |
| ------- | ---- | ------------------------------ |
| 111-118 | JAC  | Chocolade Jacques-Topsport Vl. |
| 121-128 | TSP  | Team Sparkasse                 |
| 131-138 | NIC  | Navigators Insurance           |
| 141-148 | 3CG  | 3C-Gruppe Lamonta              |
| 151-158 | TRS  | Team Regiostrom-Senges         |
| 161-168 | WIE  | Team Wiesenhof-Felt            |
| 171-178 | HVH  | Heinz von Heiden-Focus         |
| 181-188 | DFL  | DFL-Cyclingnews-Litespeed      |
| 191-198 | LPR  | Team LPR                       |
| 201-208 | ELK  | ELK Haus-Simplon               |
| 211-218 | ARH  | Atlas-Romer's Hausbäckerei     |

## Ordine d'arrivo (Top 10)
| Pos. | Corridore           | Squadra         | Tempo    |
| ---- | ------------------- | --------------- | -------- |
| 1    | Juan José Haedo     | Team CSC        | 4h50'09" |
| 2    | Graeme Brown        | Rabobank        | s.t.     |
| 3    | Alessandro Petacchi | Team Milram     | s.t.     |
| 4    | Ciarán Power        | Navigators Ins. | s.t.     |
| 5    | Markus Zberg        | Gerolsteiner    | s.t.     |
| 6    | Tilo Schüler        | Sparkasse       | s.t.     |
| 7    | René Obst           | 3C-Lamonta      | s.t.     |
| 8    | Luke Roberts        | Team CSC        | s.t.     |
| 9    | René Weissinger     | Volksbank       | s.t.     |
| 10   | Sergej Lagutin      | Navigators Ins. | s.t.     |